# Pietra Ligure
Pietra Ligure is een gemeente in de Italiaanse provincie Savona (regio Ligurië) en telt 8708 inwoners (31-12-2012). De oppervlakte bedraagt 9,7 km², de bevolkingsdichtheid is 898 inwoners per km².
De volgende frazioni maken deel uit van de gemeente: Ranzi.

## Demografie
Pietra Ligure telt ongeveer 4536 huishoudens. Het aantal inwoners daalde in de periode 1991-2001 met 10,2% volgens cijfers uit de tienjaarlijkse volkstellingen van ISTAT.
| Jaar | Inwoneraantal |
| ---- | ------------- |
| 1991 | 9566          |
| 2001 | 8591          |

## Geografie
Pietra Ligure grenst aan de volgende gemeenten: Bardineto, Boissano, Borgio Verezzi, Giustenice, Loano, Tovo San Giacomo.

## Geboren
- Leon Luini (2000), Nederlands beachvolleyballer
- Alessandra Mele (2002), Italiaans-Noors zangeres
- Luca Giaimi (2005), wielrenner

## Afbeeldingen

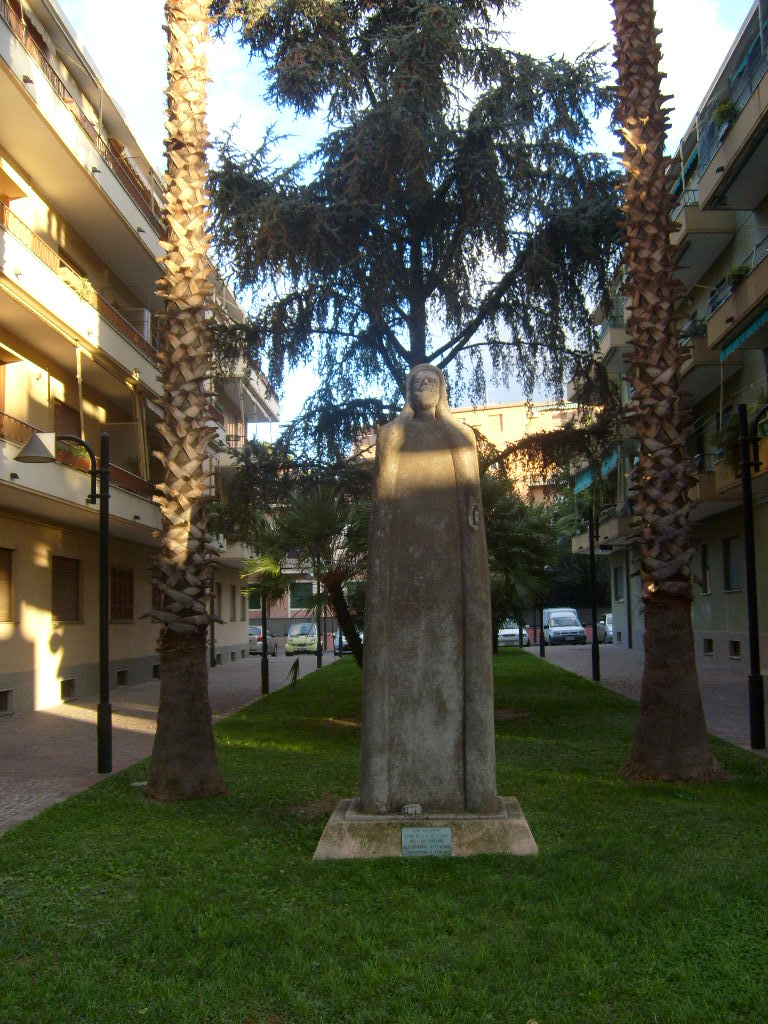
Monument.
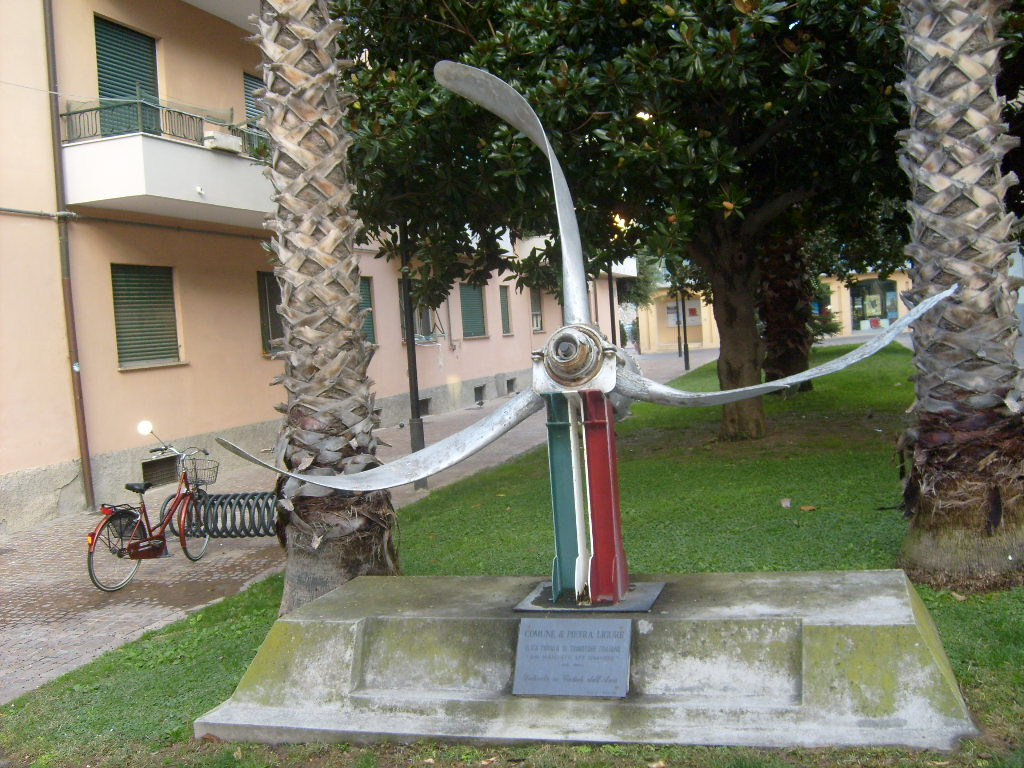
Monument van een vliegpropeller.
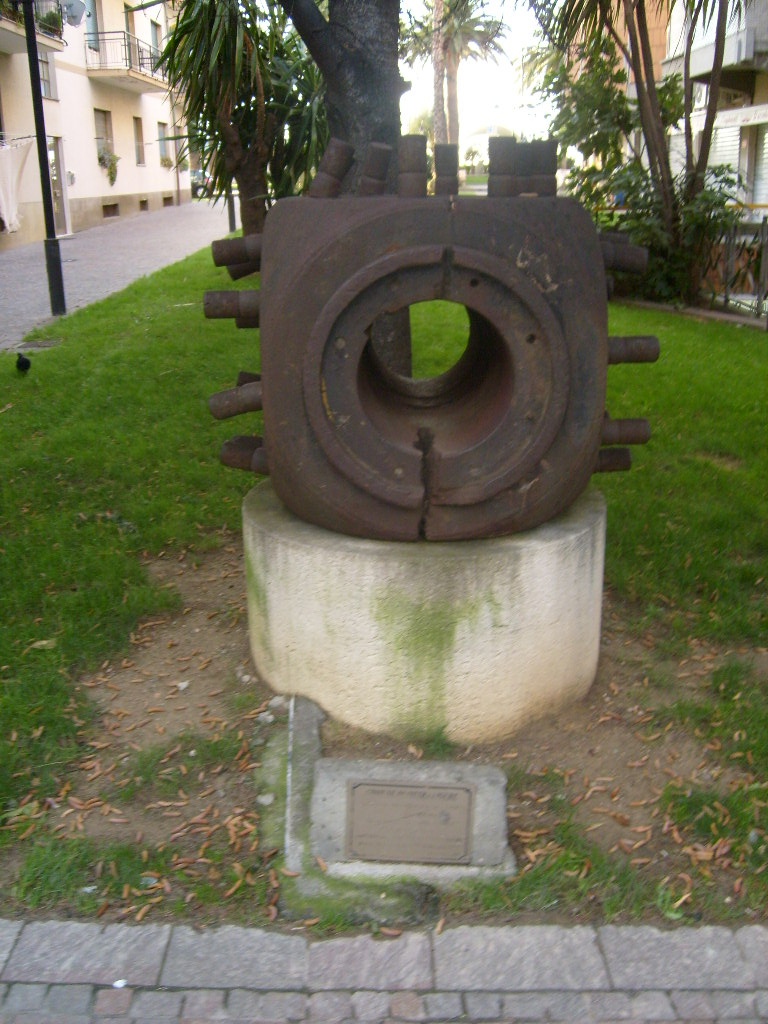
Monument van een onderdeel van een vliegtuig.
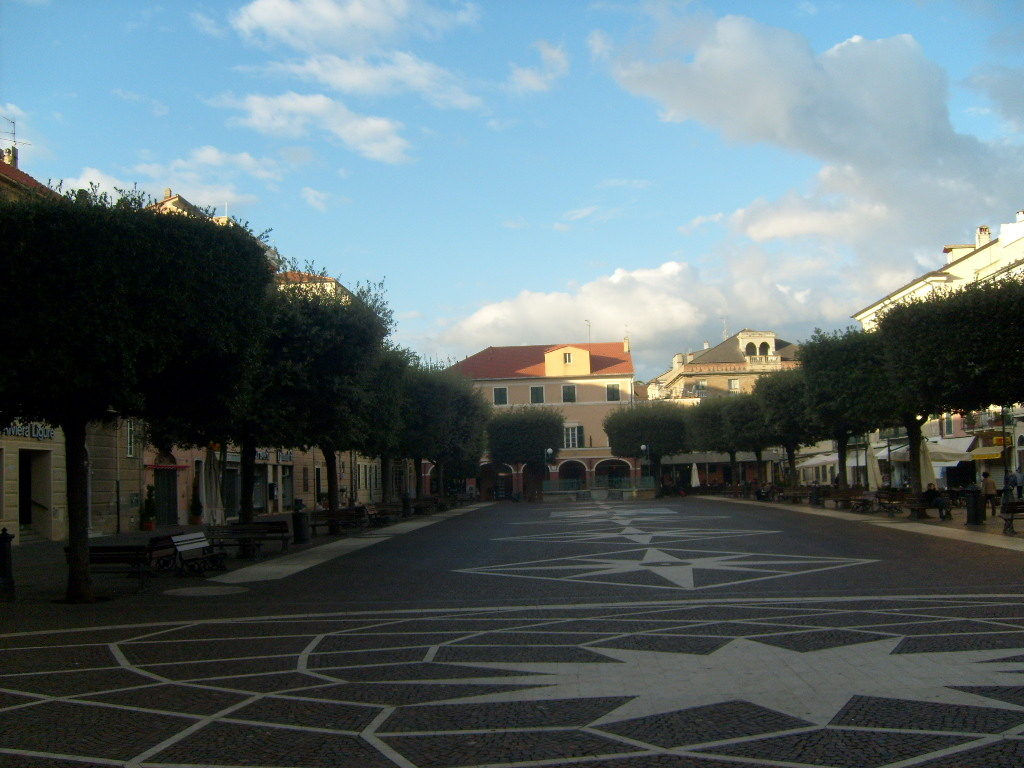
Plein voor de Dom van Pietra Ligure.
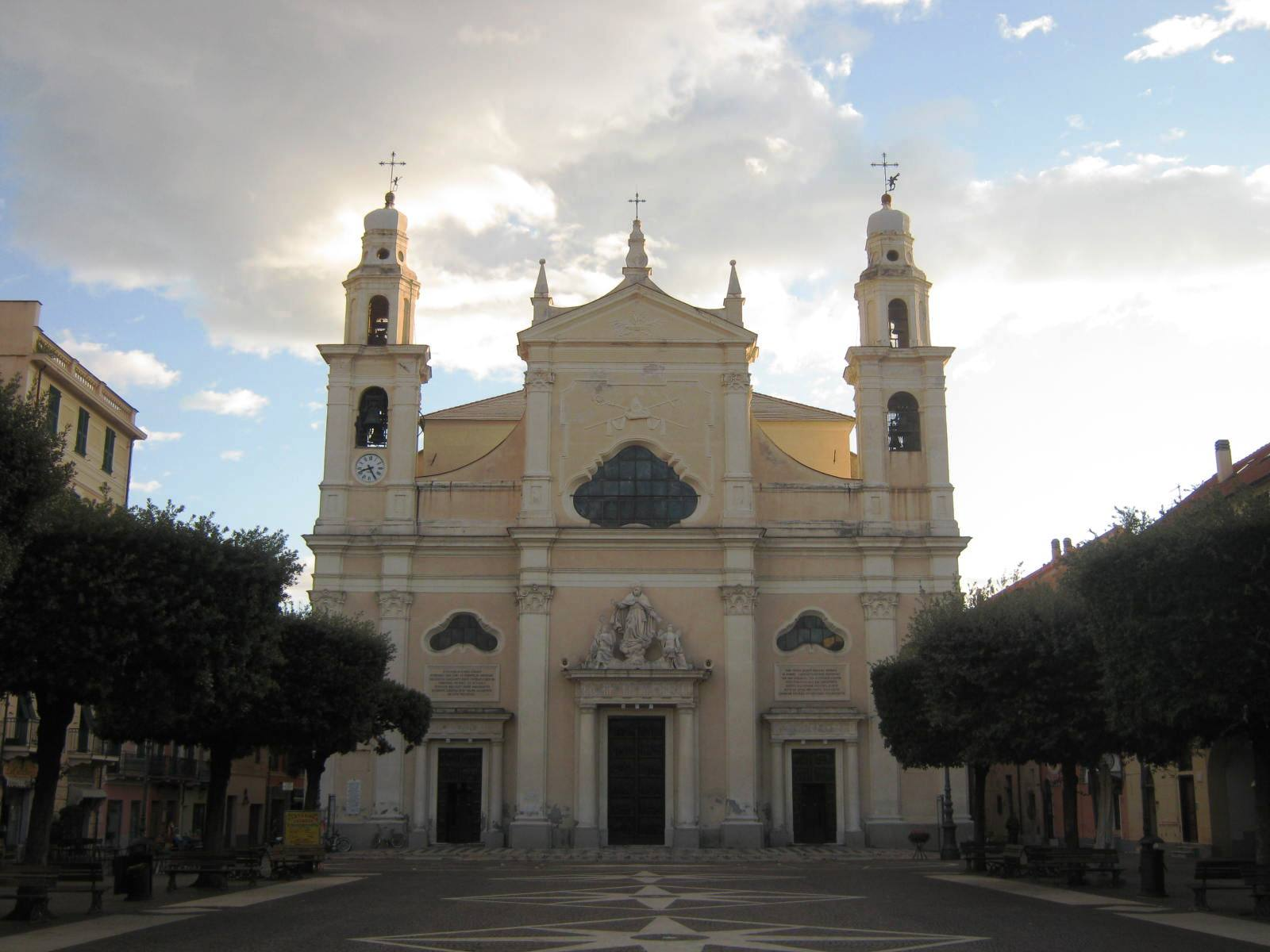
De Dom van Pietra Ligure.
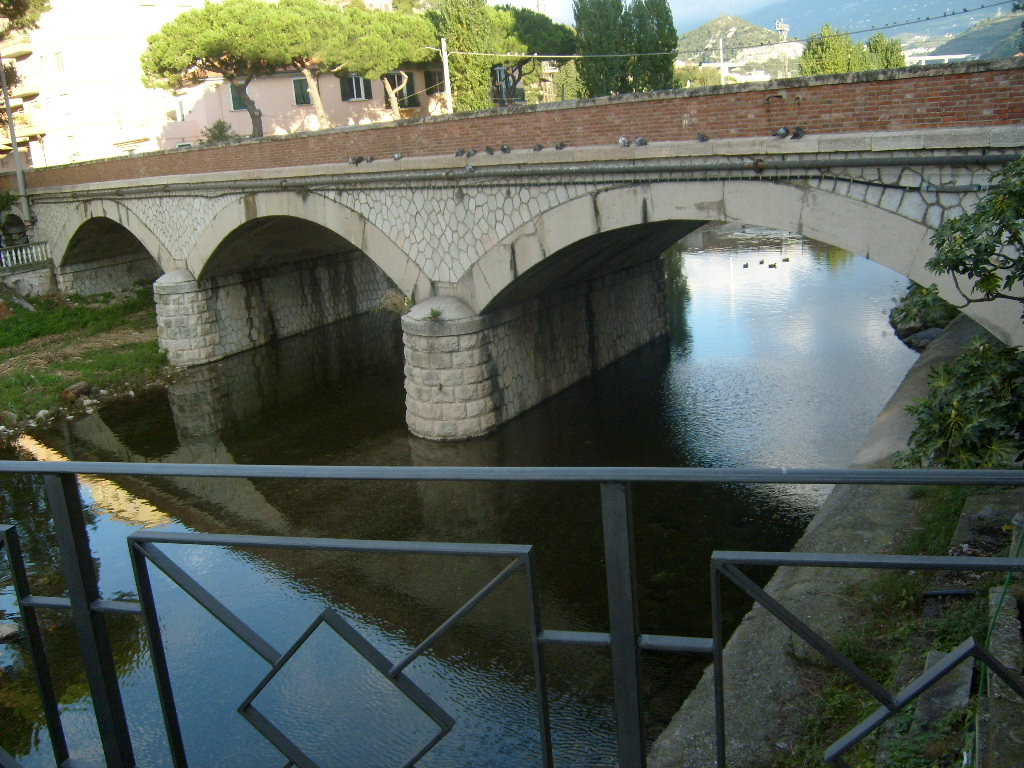
Romeinse brug.
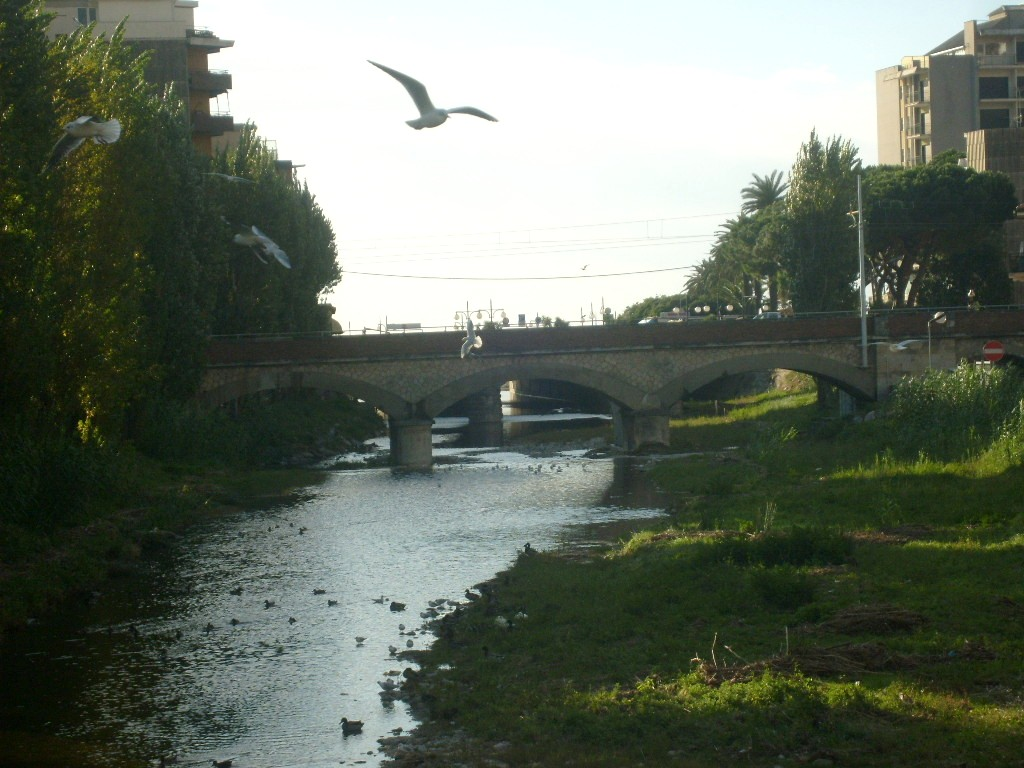
Romeinse brug.
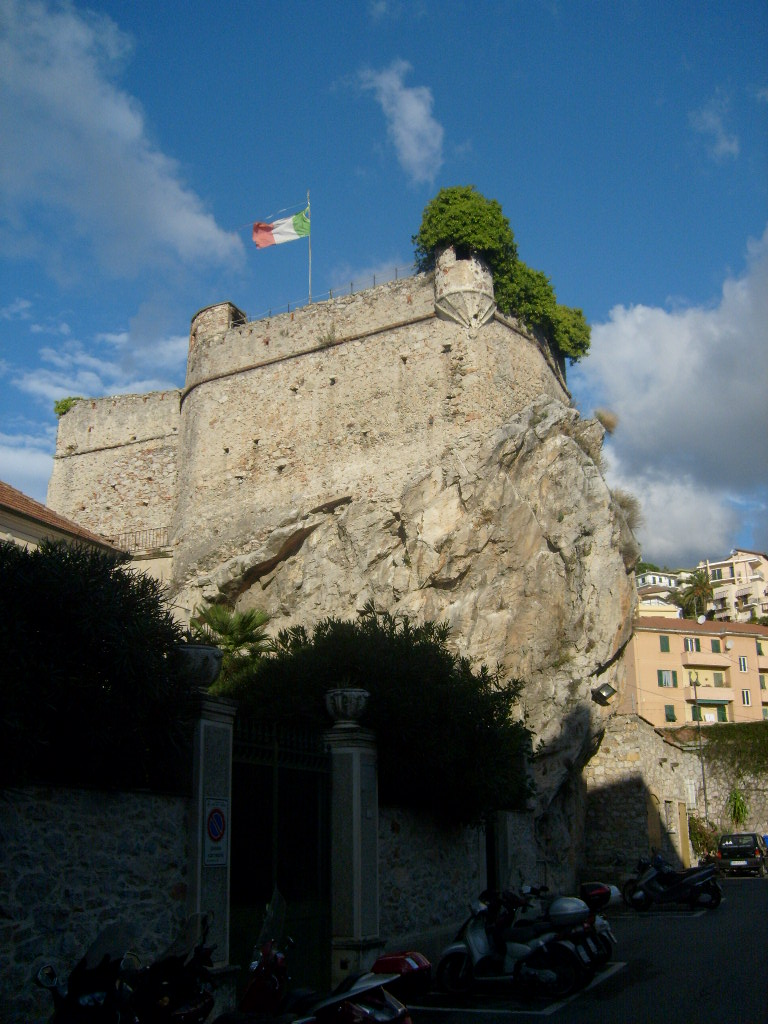
Voormalig kasteel nu Italiaanse restaurant.
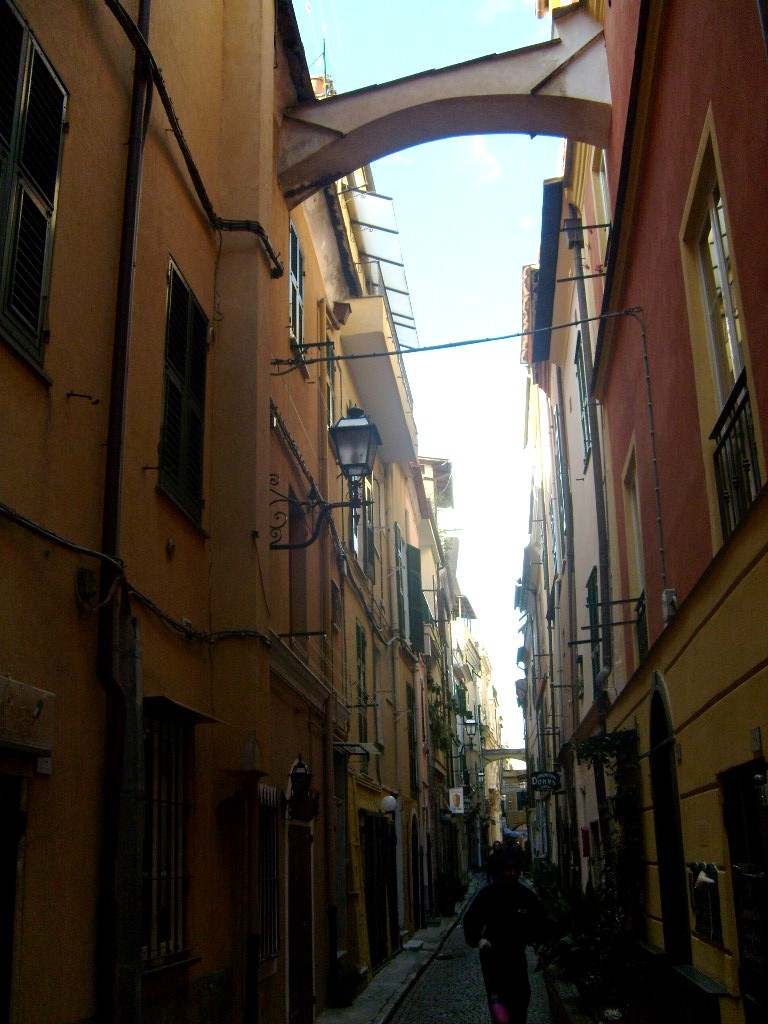
Straatje in Pietra Ligure.
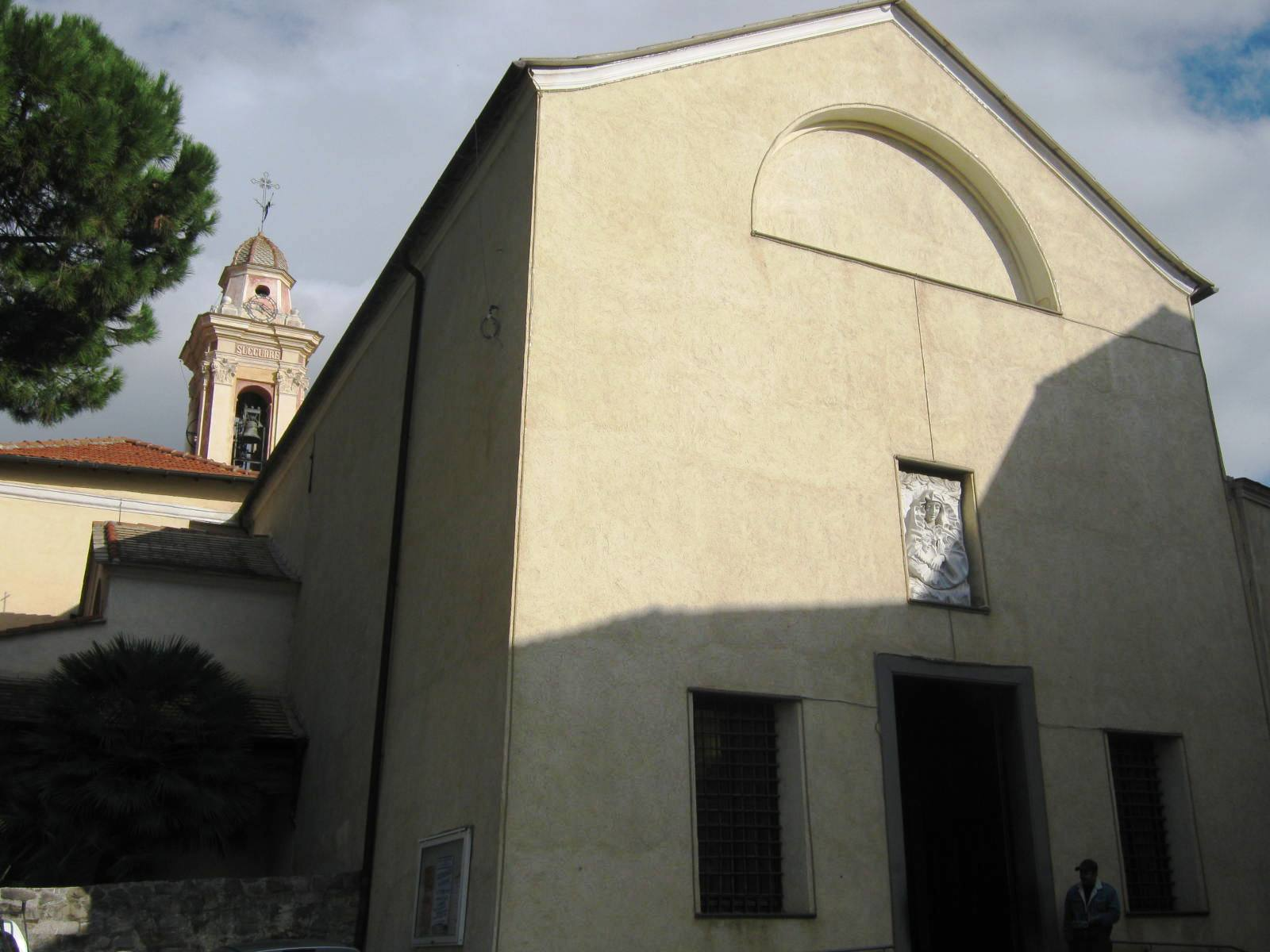
R.K.Kerk Santuario-Parocchia N.S.del Soccorso in Pietra Ligure.
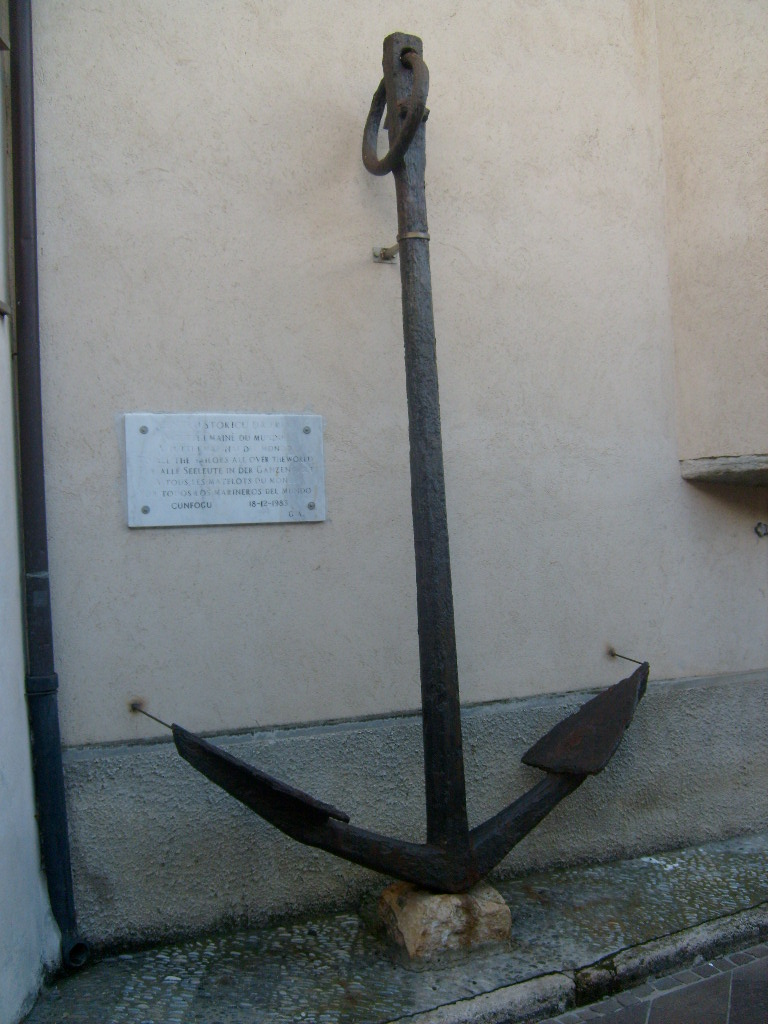
Anker monument bij een R.K.Kerk Confraternita S.Caterina in Pietra Ligure.
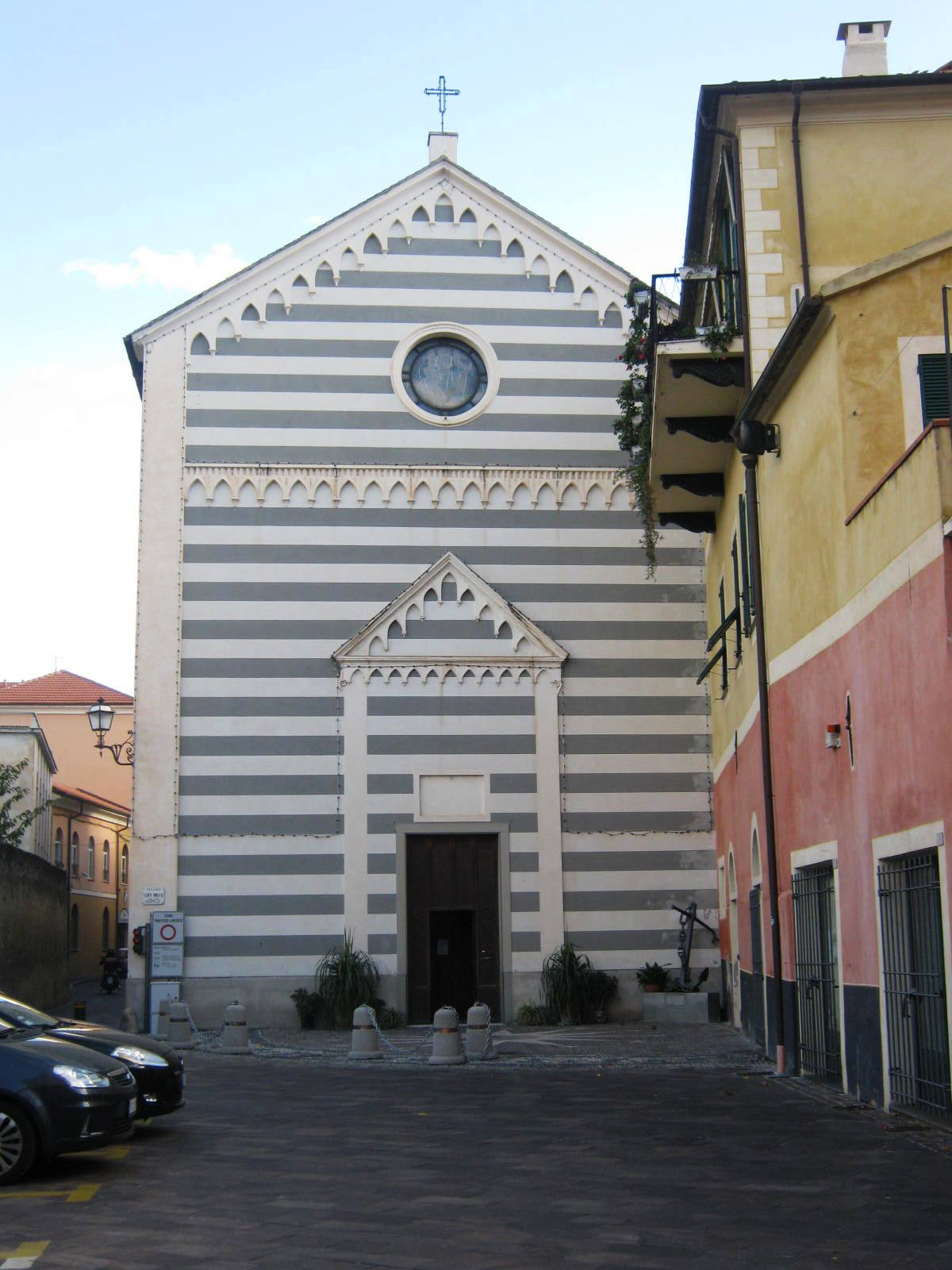
R.Kerk Confraternita S.Caterina in Pietra Ligure.
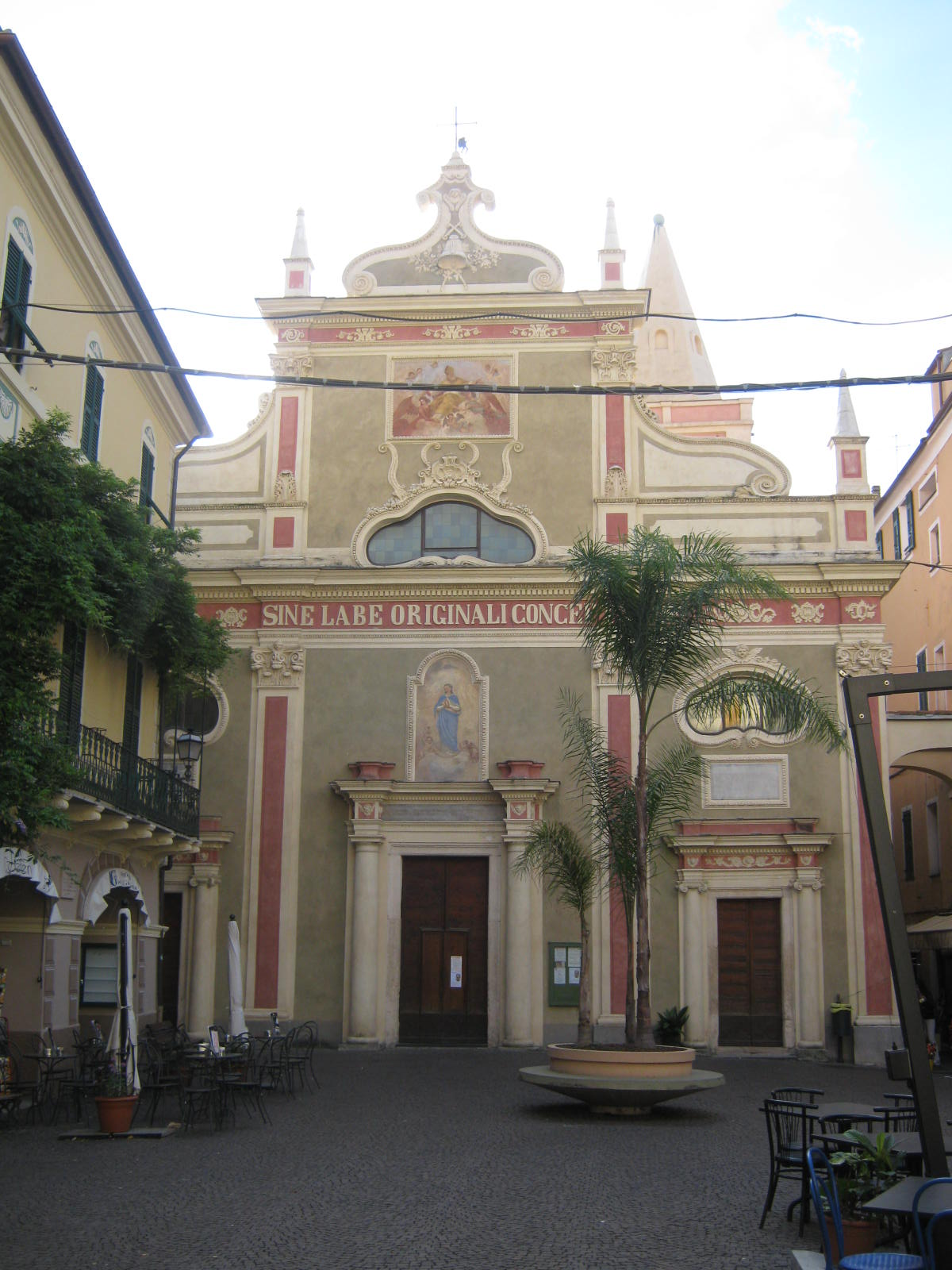
Auditorium la Pietra.
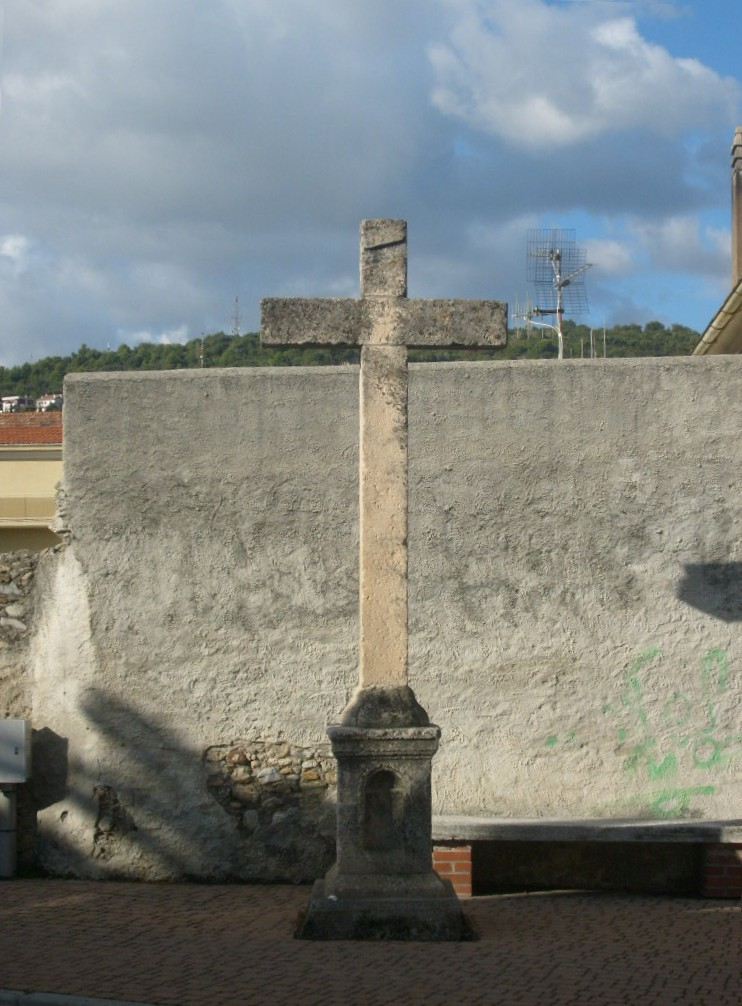
Kruis monument in Pietra Ligure.
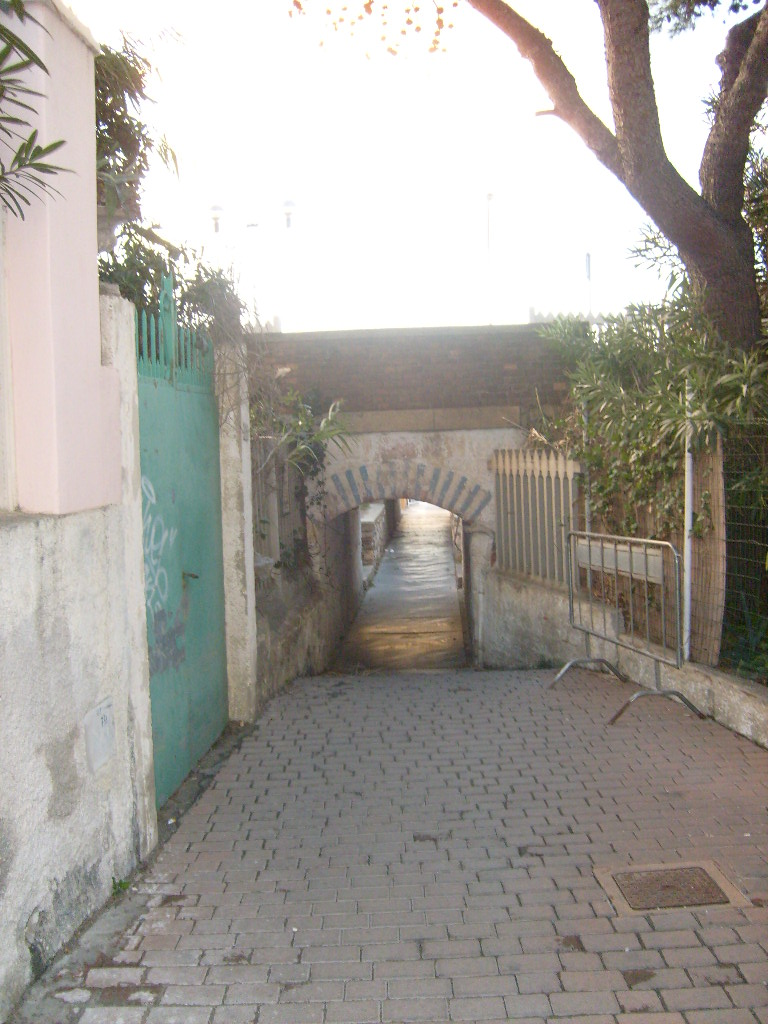
Ondergang bij Via Torino richting het strand van Pietra Ligure.
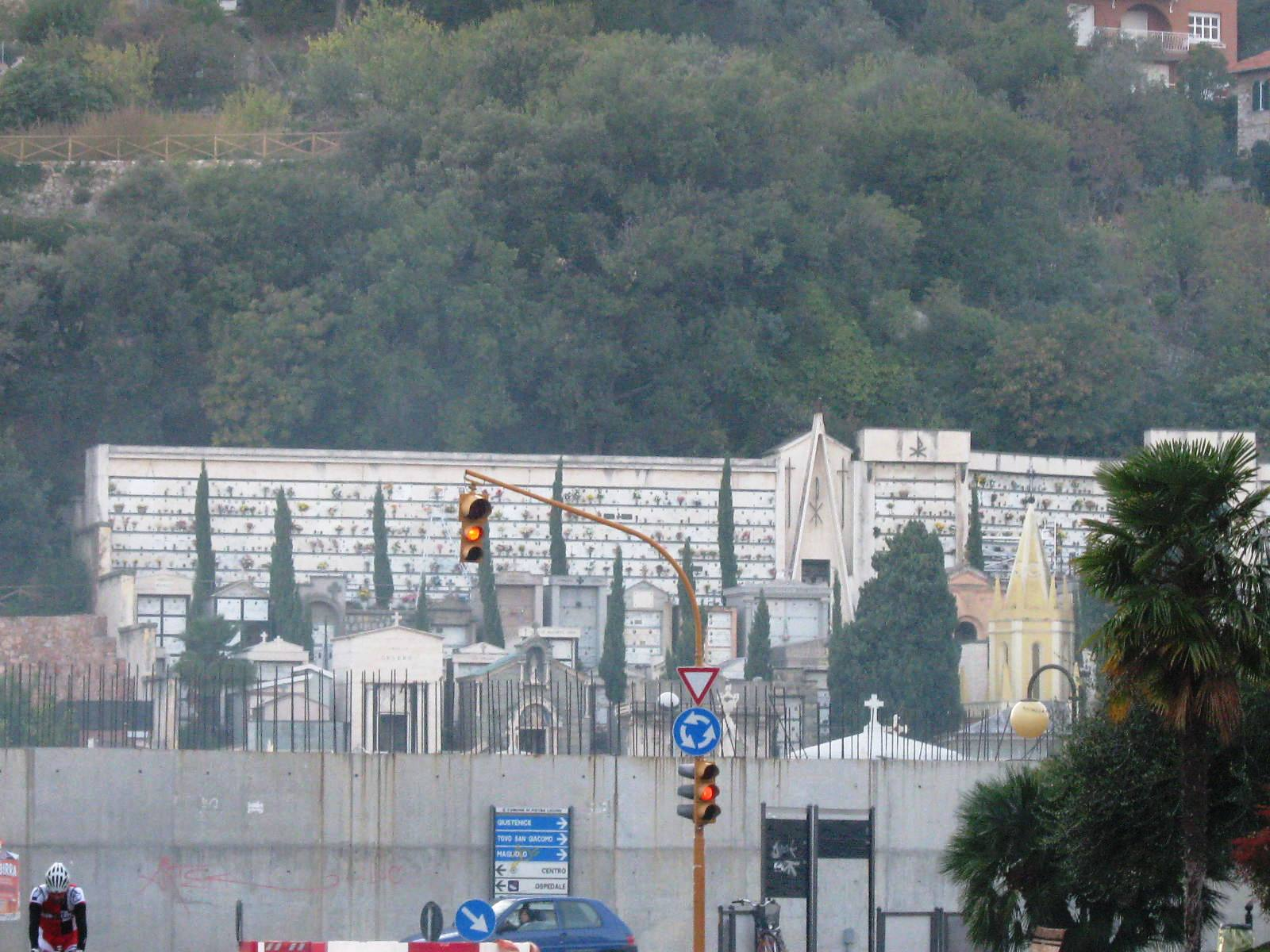
cimitero di Pietra Ligure.
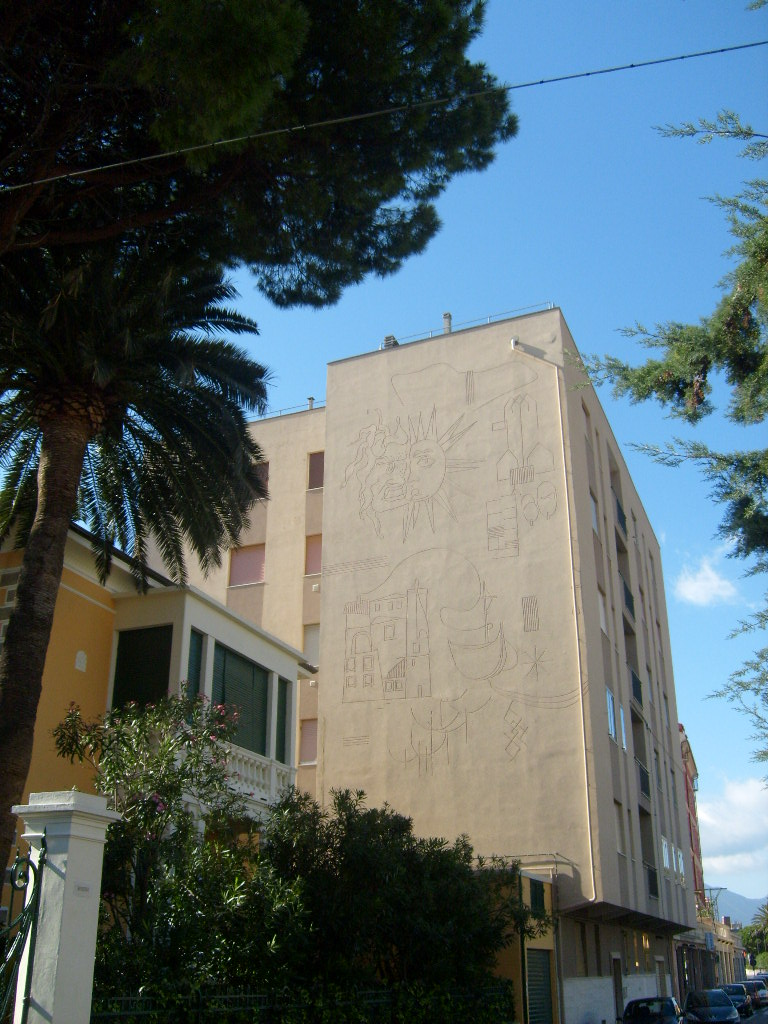
Geveltekening op een flatgebouw aan de Viale Europa.

Alassio · Albenga · Albisola Superiore · Albissola Marina · Altare · Andora · Arnasco · Balestrino · Bardineto · Bergeggi · Boissano · Borghetto Santo Spirito · Borgio Verezzi · Bormida · Cairo Montenotte · Calice Ligure · Calizzano · Carcare · Casanova Lerrone · Castelbianco · Castelvecchio di Rocca Barbena · Celle Ligure · Cengio · Ceriale · Cisano sul Neva · Cosseria · Dego · Erli · Finale Ligure · Garlenda · Giustenice · Giusvalla · Laigueglia · Loano · Magliolo · Mallare · Massimino · Millesimo · Mioglia · Murialdo · Nasino · Noli · Onzo · Orco Feglino · Ortovero · Osiglia · Pallare · Piana Crixia · Pietra Ligure · Plodio · Pontinvrea · Quiliano · Rialto · Roccavignale · Sassello · Savona · Spotorno · Stella · Stellanello · Testico · Toirano · Tovo San Giacomo · Urbe · Vado Ligure · Varazze · Vendone · Vezzi Portio · Villanova d'Albenga · Zuccarello
1. ↑  https://demo.istat.it/?l=it.